# Ziaur Rahman (escaquista)
Ziaur Rahman (bengalí: জিয়াউর রহমান)  (1 de maig de 1974 - Dacca, 5 de juliol de 2024) va ser un jugador d'escacs bengalí que té el títol de Gran Mestre des del 2002.
A la llista d'Elo de la FIDE de l'abril de 2022, hi tenia un Elo de 2427 punts, cosa que en feia el jugador número 1 (en actiu) de Bangladesh. El seu màxim Elo va ser de 2515 punts, a la llista d'octubre de 2015.

## Resultats destacats en competició
Ha estat quinze vegades campió de Bangladesh els anys 1986, 1987, 1988, 1994, 1996, 1998, 1999, 2001, 2002, 2004, 2005, 2008, 2009, 2014 i 2018.
Participà en la Copa del Món de 2015, on fou eliminat a la primera ronda pel GM Ievgueni Tomaixevski

### Participació en olimpíades d'escacs
Rahman ha participat, representant Bangladesh, en tretze Olimpíades d'escacs entre els anys 1986 i 2014 (nou cops com a 1r tauler), amb un resultat de (+63 =47 –41), per un 57,3% de la puntuació. El seu millor resultat el va fer a l'Olimpíada del 1994 en puntuar 9½ de 14 (+7 =5 -2), amb el 67,9% de la puntuació, amb una performance de 2505.